# Prypnus
Genre
Prypnus est un genre d'insectes de l'ordre des coléoptères. Il comprend divers insectes présentes en Australie, notamment dans le sud-ouest de l'île.

## Classification
Le genre Prypnus est décrit par l'entomologiste suédois Carl Johann Schoenherr (1772-1848) en 1823.

## Liste d'espèces
Selon Catalogue of Life (30 août 2014) :
- Prypnus angustus
- Prypnus calaniculatus
- Prypnus canaliculatus
- Prypnus cicatricosus
- Prypnus fallax
- Prypnus fausti
- Prypnus glaber
- Prypnus granicollis
- Prypnus porculus
- Prypnus pygmaea
- Prypnus pygmaeus
- Prypnus quinquenodosus
- Prypnus scutellaris
- Prypnus squalidus
- Prypnus squamosus
- Prypnus subtuberculatus
- Prypnus tenebricosus
- Prypnus tenebriosus
- Prypnus tibialis
- Prypnus trituberculatus